# Kipepeo
Kipepeo is een geslacht van vlinders uit de familie van de Lycaenidae, de kleine pages, vuurvlinders en blauwtjes. De wetenschappelijke naam en de beschrijving van dit geslacht werden voor het eerst in 2021 gepubliceerd door Gerard Talavera, Vladimir Lukhtanov, Naomi Pierce en Roger Vila. 
Dit geslacht is monotypisch, dat wil zeggen dat het maar één soort heeft namelijk Kipepeo kedonga (Grose-Smith, 1898) uit Oost-Afrika.